# 学校法人北工学園
学校法人北工学園(がっこうほうじん ほっこうがくえん)とは、新谷建設株式会社により設立された、北海道上川郡東川町に本部を置く学校法人。2016年現在、北海道内に2つの専修学校と1つの自動車教習所を展開している。

## 法人沿革
- 1972年（昭和47年） : 新谷建設株式会社により学校法人北工学園設立。
- 1973年（昭和48年） : 北海道建設専門学校設立。
- 1975年（昭和50年） : 保母養成校として旭川福祉専門学校設立。
- 1976年（昭和51年） : 北工学園自動車教習所(のちの北工学園モータースクール)を設置し、自動車教習業務開始。
- 1980年（昭和55年） : 北海道建設工学専門学校設立。
- 1981年（昭和56年） : 北工学園自動車教習所、北工学園モータースクールへ改称、旭川方面公安委員会により普通自動車教習所の指定を受ける。
- 1984年（昭和59年） : 北海道コンピュータ専門学校を設立。
- 1988年（昭和63年） : 北海道建設専門学校、目的変更認可され北海道情報処理専門学校と改称。
- 1998年（平成10年） : 札幌福祉専門学校、設置認可される。北海道情報処理専門学校、再度目的変更認可され北海道理工福祉専門学校と改称。
- 1999年（平成11年） : 北海道コンピュータ専門学校、廃止、同校舎に札幌福祉専門学校設立。
- 2004年（平成16年） : 北海道建設工学専門学校、廃止。地域生活支援センター「ふれ愛の郷」（札幌）開設。
- 2006年（平成18年） : 地域生活支援センター「ふれ愛の郷」（東川）開設。北海道理工福祉専門学校、北海道環境福祉専門学校と改称。
- 2013年（平成25年） : 北海道環境福祉専門学校、廃止。札幌福祉専門学校、札幌福祉医薬専門学校へと改称。
- 2018年（平成30年） : 北工学園モータースクール譲渡、札幌福祉医薬専門学校廃止。